# Aulnoy-sur-Aube
Aulnoy-sur-Aube är en kommun i departementet Haute-Marne i regionen Grand Est (tidigare regionen Champagne-Ardenne) i nordöstra Frankrike. Kommunen ligger i kantonen Auberive som tillhör arrondissementet Langres. År 2022 hade Aulnoy-sur-Aube 58 invånare.

## Befolkningsutveckling
Antalet invånare i kommunen Aulnoy-sur-Aube
| Referens: INSEE |